# Naturschutzgebiet Kacze Łęgi
Das Naturschutzgebiet Kacze Łęgi (kaschubisch Kaczé Łdżi) ist ein Wald- und Pflanzenschutzgebiet im Tal der Kacza im polnischen Trójmiasto-Landschaftspark um den Krykulec-Stausee, der ein Teil des Stadtteils Mały Kack von Gdynia ist.
Das Gebiet hat eine Fläche von 8,97 ha und wurde im Jahr 1983 eingerichtet. Es wird von der Forstinspektion in Danzig verwaltet und die Aufsicht von der Regionaldirektion für Umweltschutz durchgeführt.
Das Naturschutzgebiet beinhaltet den Ablauf des Sees mit seinem Zufluss in die Kacza und einem beeindruckenden, gut erhaltenen Auwaldbestand, der viele monumentale Bäume, unter anderem auch Ulmen enthält. Das Gebiet sichert den Schutz der typischen Vegetation von Feuchtgebieten.